# Blepharita ussuriensis
Blepharita ussuriensis là một loài bướm đêm trong họ Noctuidae.